# Матвіївці

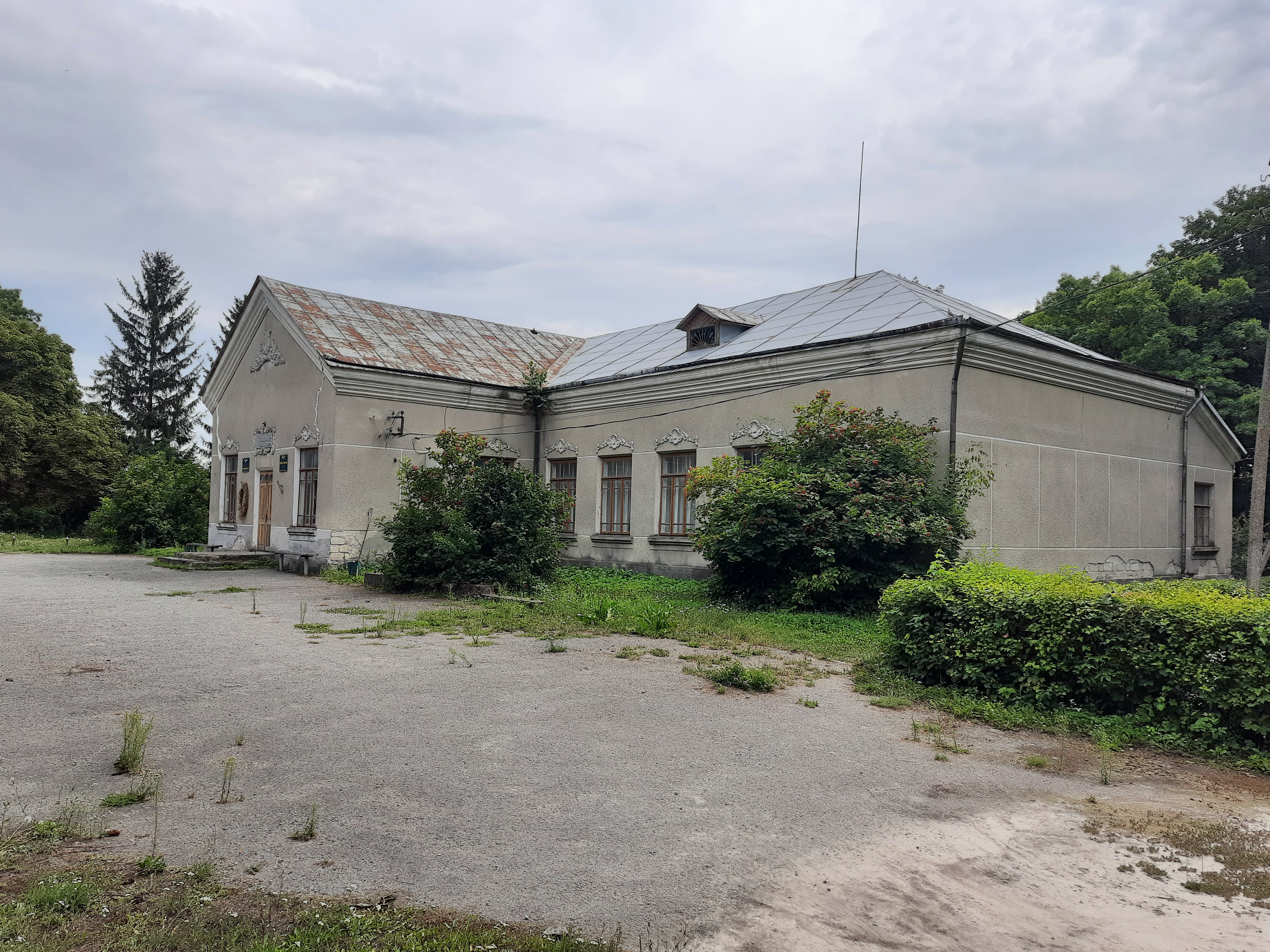
Будинок культури

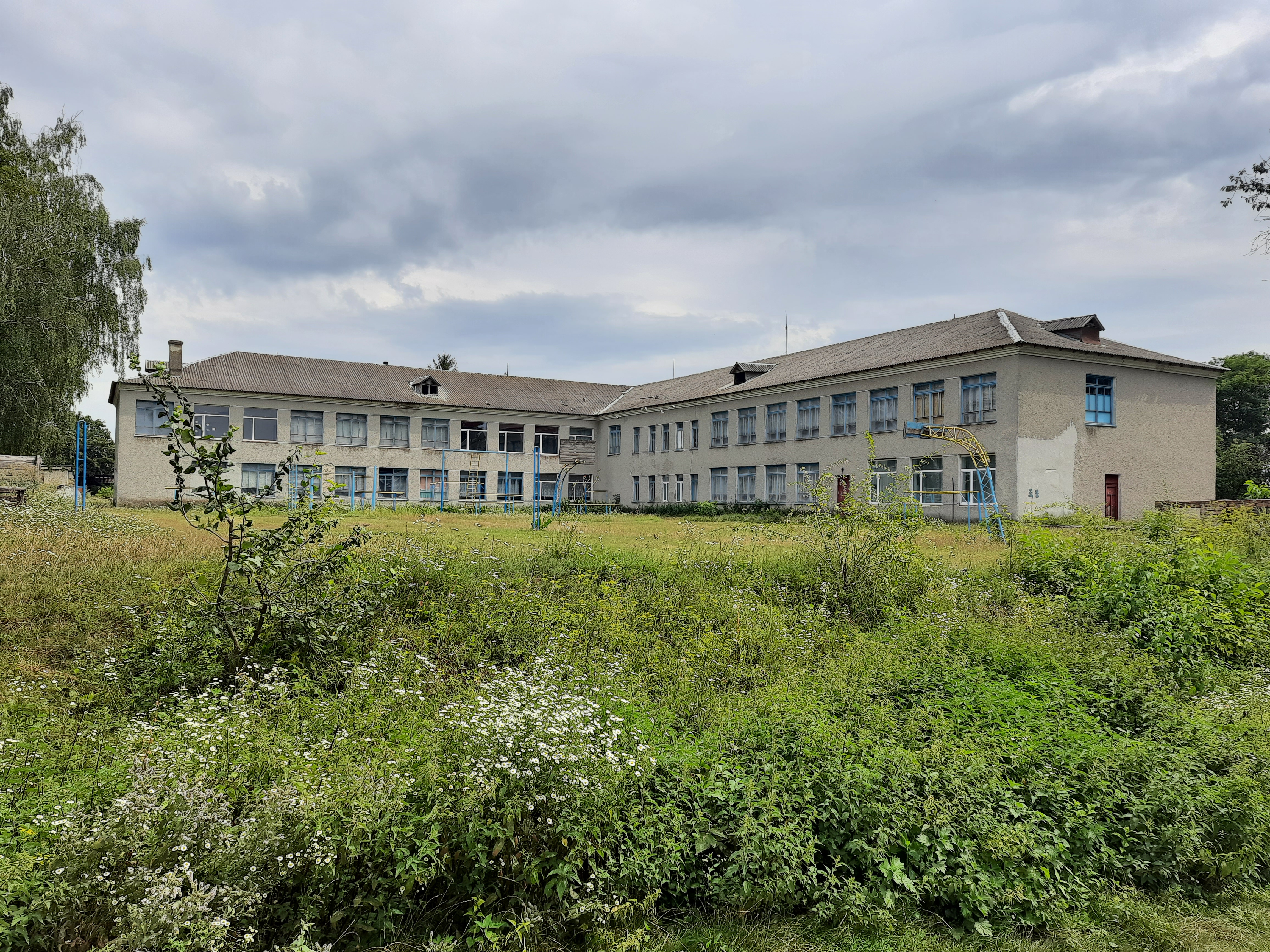
Школа

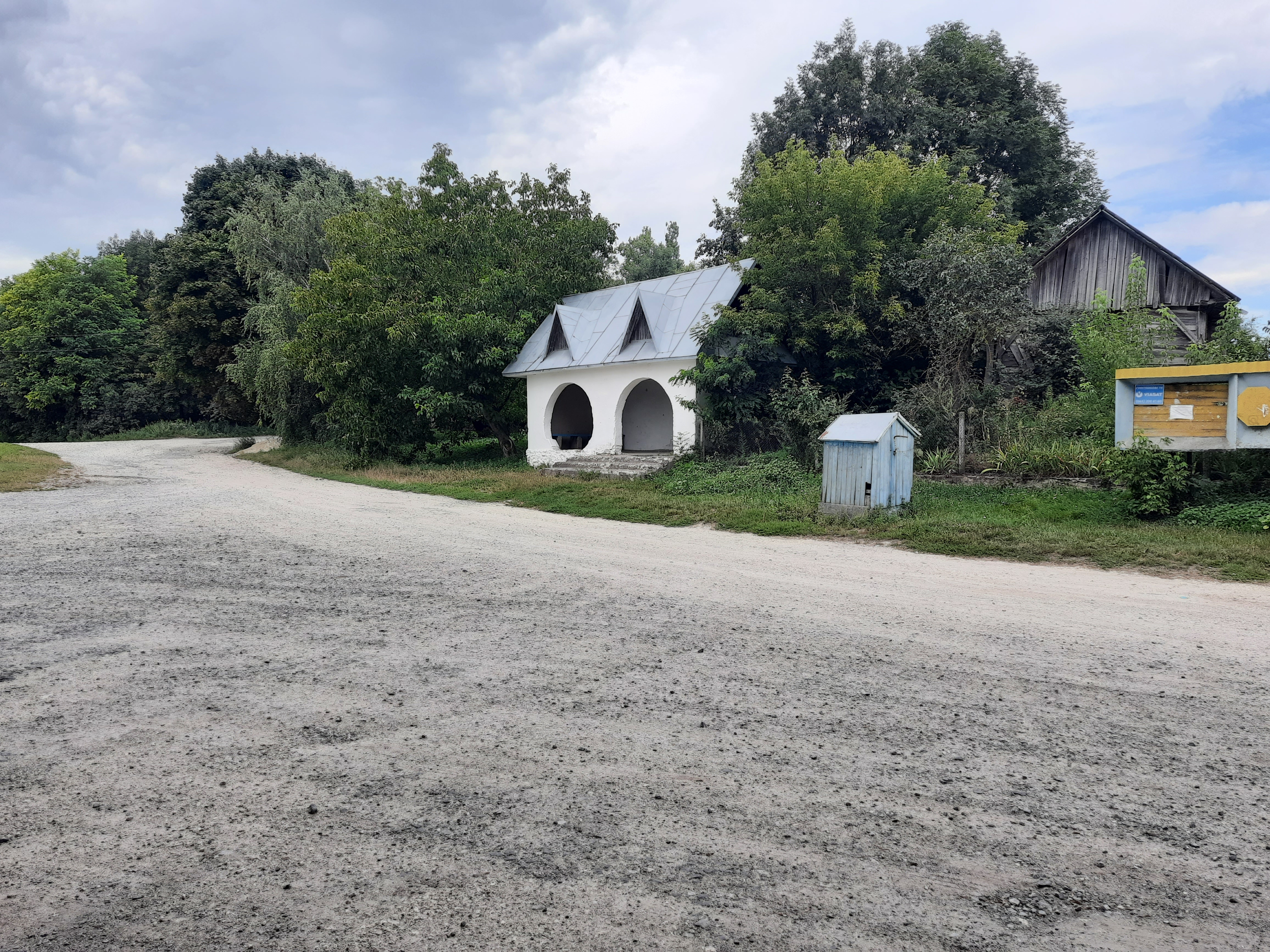
Автобусна зупинка

Матві́ївці — село в Україні, у Великодедеркальській сільській громаді Кременецького району (до 2020 року Шумський район) Тернопільської області.  До 2015 року адміністративний центр Матвіївської сільської ради, якій були підпорядковані села Матвіївці та Гриньківці. У вересні 2015 року село увійшло до складу Великодедеркальської сільської громади. До Матвіївців приєднано хутір Кульбіда. Населення становить 779 осіб (2003).

## Історія
Поблизу села виявлено археологічні пам’ятки пшеворської та черняхівської культур. 
Перша письмова згадка – 1442 р., коли польський король Казимир надав село Денискові Мокосійовичу.
За переказами, колись існувало поселення Кульбіда. Коли його спустошили татари, то люди, яким вдалося врятуватися, заснували село. Першопоселенця звали Матвій, звідти і назва поселення.
У 15–16 ст. власниками села були Мокосії. Згідно з люстрацією володінь Крем’янецького замку 1545 р. податки за Матвіївці платив Петро Денискович. За поборовим реєстром Крем’янецького повіту від 1570 р. село належало Семену Денискові Матвійовецькому. Він був його власником і через 13 років.
1595 у населеному пункті був оборонний замок. Відомо, що 1759 р. Матвіївці належали Войтехові Ледуховському. Ця шляхетська родина опікувалася селом аж до вересня 1939 р. 
Наприкінці 19 ст. тут у 123 дворах було 894 жителі. У 1894 р. почала діяти церковно-парафіяльна школа. 1905 р. селяни розгромили ґуральню місцевого поміщика.
1911 р. у селі було 1105 жителів, 2 крамниці, склади дерева, ґуральня. Ледуховським, які мали в селі пишний палац, належало 2595 десятин землі. 
У період українських визвольних змагань 1917–1920 років і після них на околицях Матвіївців діяв Лановецько-Ямпільський повстанський загін, у якому воювали і жителі цього села. 
У першій половині 20 ст. до Матвіївців належали хутори Дігтярня, Підрідкодуб, Перешийок, Беріжки, відомостей про яких нема. У 1922 р. проживали 1257 осіб.
1 жовтня 1933 року утворено ґміну Катербурґ Кременецького повіту і село включено до неї. 
Діяли філії “Просвіти” та інших товариств. 
У національно-визвольній боротьбі ОУН і УПА брали участь 60 осіб, серед них: Текля Бистрицька (1895 р. н.), Ольга Гнатюк (1921 р. н.), Кіндрат Грицюк (1912–1944), Катерина Гуменюк (1921–1944), Володимир Дідович (1925 р. н.), Микола Ільчук (1923–1949), Павло (1928– 1947) і Петро (1927–1945) Карп’юки, Володимир Кіраш (1921–1944), Павло (1924–1944) та Ярополк (1924–1946) Ковбаси, Семен Кондратюк (1922–1945), Марія Корнійчук (1925 р. н.), Микола Муль (1925 р. н.), Кузьма Огородник (1908–1944), Антон Остап’юк (1925–1945), Микола Рижевський (1927–1947), Григорій Сторожук (1922–1944), Василь (1914–1944) і Микола (1924–1944) Шостацькі.
За радянської влади репресовано 26 сільських родин. 
Із мобілізованих на фронти німецько-радянської війни чоловіків 56 загинуло, 39 пропало безвісти. 
1949 р. примусово організовано колгосп, 1950 р. його об’єднано з колгоспом с. Гриньківці, 1959 р. до цього господарства приєднано колгосп сусіднього с. Піщатинці. Згодом господарство перетворене на КСП, функціонувало до 1998 р. Після цього деякий час діяло ПАП “Перемога”. 
Нині земельні паї селян орендує ТзОВ “Агролан”. 
2011 р. село газифіковано. 
Є церква Покрови Пресвятої Богородиці (1921 р., мурована), 2 каплички, 3 дерев’яні “фіґури”. 
Споруджено пам’ятник воїнам-односельцям, полеглим у німецько-радянській війні (1966 р.). 
Діють НВК "ЗОШ 1–2 ступенів–дитячий садочок", Будинок культури, бібліотека, амбулаторія загальної практики та сімейної медицини, відділення зв’язку, 4 торгових заклади. 
У Матвіївцях народилися релігійний діяч Володимир (у миру – Дідович Володимир Микитович; 1922–1990), літераторка Марія Вавренюк (1976 р. н.), священик, релігійний діяч Веніамін Осадовський (1900–1960), правник, громадський діяч Василь Ребрина (1963 р. н.), педагоги Надія Олексієнко (1962 р. н.), Олена Романюк (1960 р. н.), військовик Олександр Столярчук (1970 р. н.), Василь Димнич (04 червня 1982 - 15 серпня 2022) — український військовик, учасник російсько-української війни. Віталій Кривенко, Микола Фурман — українські військовослужбовці, учасники російсько-української війни.
12 червня 2020 року, відповідно до розпорядження Кабінету Міністрів України № 724-р «Про визначення адміністративних центрів та затвердження територій територіальних громад Тернопільської області» увійшло до складу Великодедеркальської сільської громади.
19 липня 2020 року, в результаті адміністративно-територіальної реформи та ліквідації Шумського району, село увійшло до складу Кременецького району.
Хутір Рідкодуб
РІДКОДУБ – хутір, приєднаний до с. Матвіївці; був розташований на північний схід від с. Матвіївці. Виник у 1937 р. в результаті земельної реформи у селі. 
Із мобілізованих на фронти німецько-радянської війни Трохим Гуменюк (1922–1944) помер від ран. Після Другої світової війни належав до Матвіївської сільської ради Великодедеркальського району. Припинив своє існування у 1970-х рр. у зв’язку з переселенням жителів.

## Населення

### Мова
Розподіл населення за рідною мовою за даними перепису 2001 року:
| Мова       | Кількість | Відсоток |
| ---------- | --------- | -------- |
| українська | 773       | 99.23%   |
| російська  | 5         | 0.64%    |
| білоруська | 1         | 0.13%    |
| Усього     | 779       | 100%     |

## Пам'ятки
Є церква Покрови Пресвятої Богородиці (1921 р., мурована).
Споруджено пам'ятник воїнам-односельцям, полеглим у німецько-радянській війні (1966).

## Соціальна сфера
Діють Матвіївський НВК "ЗАГАЛЬНООСВІТНІЙ НАВЧАЛЬНИЙ ЗАКЛАД І-ІІІ СТУПЕНІВ-ДОШКІЛЬНИЙ НАВЧАЛЬНИЙ ЗАКЛАД".

## Відомі люди
Народилися
- Василь Димнич (04 червня 1982 - 15 серпня 2022) — український військовик, учасник російсько-української війни.[4]
- Володимир (у миру — Дідович Володимир Микитович; 1922—1990) — український релігійний діяч УАПЦ;
- Марія Лавренюк (нар. 1976) — авторка книг про Матвіївці «Декамерон одного села», «Війна і мир одного села» і «Де скарб твій».
- Надія Олексієнко (нар. 1962) — педагогиня;
- Веніамін Осадовський (1900 - 1960) — священик, релігійний діяч;
- Василь Ребрина (нар. 1963) — український правник, громадський діяч;
- Олена Романюк (нар. 1960) — педагогиня;
- Олександр Столярчук (нар. 1970) — український військовик, учасник російсько-української війни.
- Андрій Ярощук (12.05.1985 - 15.08.2022) - український військовик, учасник російсько-української війни.[9]

### Перебували
Владислав Ратниченко (22.10.2022 - 11.08.2022) - український військовик, учасник російсько-української війни.